# NGC 1507
NGC 1507 é uma galáxia espiral barrada (SBm) localizada na direcção da constelação de Eridanus. Possui uma declinação de -02° 11' 19" e uma ascensão recta de 4 horas, 04 minutos e 27,2 segundos.
A galáxia NGC 1507 foi descoberta em 6 de janeiro de 1785 por William Herschel.